# Паскаль де Лука
Паскаль де Лука (фр. Pasquale De Luca, нар. 26 травня 1962, Едмонтон) — канадський футболіст, що грав на позиції півзахисника. Виступав за національну збірну Канади, з якою був учасником Олімпійських ігор 1984 року та чемпіонату світу 1986 року.

## Клубна кар'єра
У дорослому футболі дебютував 1981 року виступами за команду «Едмонтон Дріллерс» з рідного міста, в якій взяв участь у 16 матчах Північноамериканської футбольної ліги. 1982 року перейшов у іншу місцеву команду, «Торонто Бліззард», за яку грав аж до скасування турніру у 1984 році.
1985 року де Лука вирушив до американського клубу «Клівленд Форс», продовживши грати в індор-сокер, цього разу у спеціалізованій лізі Major Indoor Soccer League, де грав аж до завершення кар'єри у 1988 році з невеликою перервою на виступи в «Едмонтон Брікмен».

## Виступи за збірну
28 березня 1984 року дебютував в офіційних іграх у складі національної збірної Канади  в товариському матчі проти Гаїті (1:0). Влітку того ж року був у заявці збірної на Олімпійських іграх 1984 року у Лос-Анджелесі, але на поле на турнірі не виходив.
Надалі у складі збірної був учасником чемпіонату націй КОНКАКАФ 1985 року, де зіграв у 4 іграх і допоміг команді здобути золоті нагороди та вперше стати найкращою збірною Північної Америки. На цьому ж турнірі, 14 вересня, Паскаль в грі з Гондурасом (3:1) востаннє зіграв у складі національної збірної, хоча наступного року ще був у заявці збірної на чемпіонаті світу 1986 року у Мексиці.
Загалом протягом кар'єри у національній команді, яка тривала 2 роки, провів у її формі 19 матчів, забивши 1 гол.

## Титули і досягнення
- Переможець чемпіонату націй КОНКАКАФ (1):

Канада: 1985